# Rafael Alberti

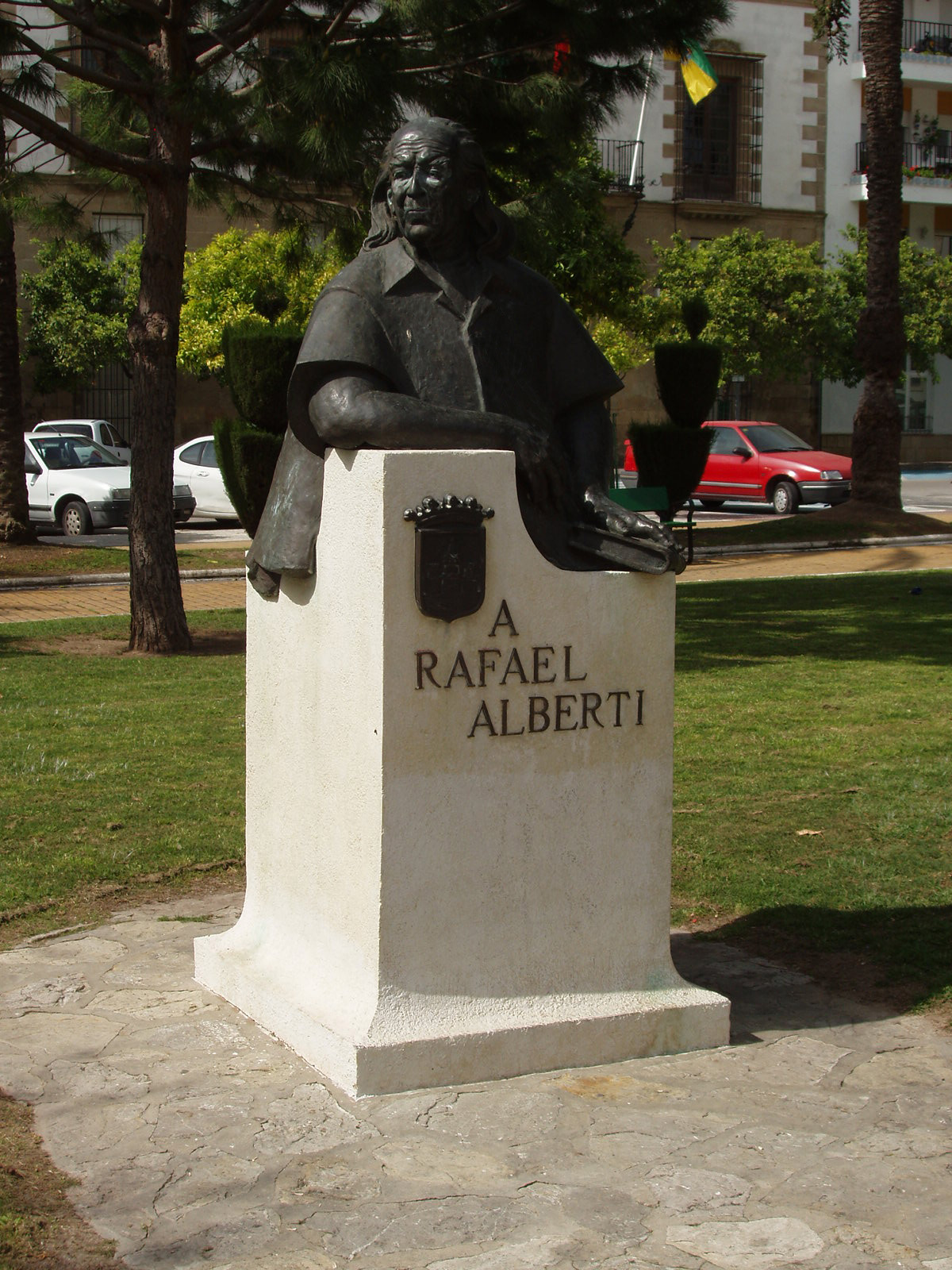
Pomnik Rafaela Albertiego w El Puerto de Santa María

Rafael Alberti (ur. 16 grudnia 1902 w El Puerto de Santa María w okolicy Kadyksu, zm. 28 października 1999 tamże) – hiszpański poeta i dramatopisarz, członek „pokolenia 27”. Uznawany za jednego z najważniejszych pisarzy „srebrnego wieku” (La Edad de Plata)  literatury hiszpańskiej.

## Życiorys
W młodości chciał zostać malarzem, ale nie ukończył nawet szkoły średniej. Zadebiutował w 1922 w piśmie literackim „Horizonte”. Swoje pierwsze tomiki poezji opublikował w II połowie lat 20. XX wieku; były to: debiutancki Marinero en tierra (Marynarz na lądzie, 1925, nagrodzony Państwową Nagrodą Literatury), La Amante (1926),  El alba del alhelí (1927). W latach 30. zaangażował się w politykę: po utworzeniu w 1931 Drugiej Republiki Hiszpańskiej wstąpił w szeregi hiszpańskich komunistów, w 1934 roku założył rewolucyjne czasopismo „Octubre”. Napisał w tym okresie tomiki Consignas (1933), Un fantasma recorre Europa (1933), 13 bandas y 48 estrellas (1936) i El poeta en la calle (1938).
Był uczestnikiem hiszpańskiej wojny domowej, stworzył w tym czasie m.in. uwspółcześnioną wersję Oblężenia Numancji Miguela de Cervantesa. Po zwycięstwie gen. Franco wyemigrował do Francji, skąd po roku przeniósł się do Argentyny, gdzie przebywał do roku 1962; w latach 1962–1977 mieszkał we Włoszech. Do Hiszpanii powrócił w 1977 i przez pewien okres zasiadał w parlamencie z ramienia partii komunistycznej. Na emigracji wydał m.in. tomiki: Entre el clavel y la espada (Między goździkiem a szpadą, 1941), Roma, peligro para caminantes (Rzym, niebezpieczeństwo dla wędrowców, 1968) oraz dramaty: Ohyda (El adefesio, 1944), Noc wojny w Prado (Noche de guerra en el Museo del Prado, 1956). W 1983 otrzymał Nagrodę Cervantesa.
Rafael Alberti odwiedził Polskę dwukrotnie: w 1950 i 1955 roku. Jego pamiętnik Utracony gaj (oryg. La arboleda perdida, 1942) został wydany w języku polskim w 1982. W 1983 został uhonorowany Nagrodą Cervantesa, najwyższym hiszpańskim wyróżnieniem literackim, przyznawaną za całokształt twórczości.